# Kasëm Trebeshina
Kasëm Trebeshina (Berat, 1926. augusztus 5. – Ankara, Törökország, 2017. november 6.) albán író.

## Művei
- Kruja e çliruar (1953)
- Artani dhe Min'ja (1961)
- Stina e Stinëve, (1991)
- Legjenda e asaj që iku, (1992)
- Qezari niset për luftë, (1993)
- Koha tani, vendi këtu (1992)
- Rruga e Golgotës, (1993)
- Mekami, melodi turke (1994)
- Lirika dhe satira (1994)
- Historia e atyre që s'janë (1994)
- Ëndrra dhe hije (1996)
- Hijet e shekujve" (1996)
- Nata para apokalipsit (1998)
- Ku bie Iliria (2000)
- Kënga Shqiptare, 1-5 (2001)
- Më përtej kohërave (2004)
- Drama (2006)
- Polimnia dhe Melpomena, 1-2 (2006)
- Tregtari i skeleteve (2006)
- Këngë për Kosovën (2007)
- Shtigjet e shekujve (2007)
- Një ditë në natën pa fund (Dafinat e thara) (2016)